# Study of Environmental Arctic Change
Study of Environmental ARctic CHange (SEARCH) (рус. Исследования изменений окружающей среды в Арктике) — междисциплинарная многоступенчатая программа «Совета арктических исследований» («Arctic Research Consortium»), организованная правительством США для сбора и анализа данных, касающихся многочисленных аспектов изменения окружающей среды в рамках арктического региона. Штаб-квартира программы располагается в Фэрбанксе (штат Аляска).

## Структура
В программе SEARCH задействованы восемь федеральных агентств, включая Национальное управление океанических и атмосферных исследований и «Совет арктических исследований» (ARCUS). C проектом также связан ряд сторонних программ и организаций.
Куратором программы является «Международная программа по исследованию изменений в Арктике» («International Study of Arctic Change», ISAC).
Цель программы — анализ изменений различных аспектов окружающей среды Арктики за последние десятилетия, а также прогноз и анализ причин возможных изменений в будущем.

## Направления исследований
Многочисленные дочерние исследовательские проекты SEARCH охватывают следующие направления:
- Сезонные изменения на территории полярной тундры;
- Общие сезонные изменения в Арктике;
- Влияние таяния полярных льдов на сезонные изменения в регионе;
- Температурные характеристики вечной мерзлоты в Северной Америке и северной Евразии;
- Динамический контроль отступления ледников;
- Измерение и анализ температурных показателей верхнего водного слоя Северного Ледовитого океана;
- Постоянный анализ изменений окружающей среды в районе Северного полюса и др.

## Мероприятия
В рамках программы SEARCH проводятся регулярные конференции и круглые столы по соответствующим тематикам. Последнее подобное мероприятие проходило 17-19 августа 2011 года в Денвере, штат Колорадо.